# الروبضات (حريضة)

تعديل مصدري - تعديل

الروبضات هي إحدى قرى عزلة حريضة بمديرية حريضة التابعة لمحافظة حضرموت، بلغ تعداد سكانها 75 نسمة حسب تعداد اليمن لعام 2004.